# زهره نیم پوسته
زهره نیم پوسته (به انگلیسی: venus on the half-shell) یک رمان علمی-تخیلی از نویسنده آمریکایی فیلیپ ژوزه فارمر است. این کتاب برای اولین بار به عنوان یک "گزیده"منسوب به تروت (اگرچه توسط ونگات نوشته شده است) منتشر شد. با اجازه ونگات، فارمر این قطعه را به یک رمان مستقل تبدیل کرد. داستان اولین بار در دو قسمت در شماره دسامبر ۱۹۷۴ مجله فانتزی و علمی تخیلی منتشر شد. طرحی که در آن زمین توسط مقامات کیهانی که در حال تعمیرات روزمره فضایی هستند نابود می‌شود و تنها انسان بازمانده برای یافتن علت این اتفاق به جستجو می‌پردازد،  بعد ها این داستان الهامی بخشی برای سری های بعدی تحت عنوان راهنمای مسافران مجانی کهکشان شد. . فارمر در مقدمه این کتاب نوشته بود که  ونگات در ابتدا اجازه انجام پروژه را نداده بود، اما در نهایت تسلیم شد. پس از انتشار رمان، در یک مقاله بیان شد که فارمر بدون اجازه ونگات قصد داشت داستان را بنویسد، که خشم ونگات را برانگیخت. همچنین، عموماً فرض بر این بود که ونگات این کتاب را نوشته است. این مشکل با چاپ مجدد کتاب با نام فارمر به عنوان نویسنده حل شد. این رمان الهام بسیاری از شخصیت ها و مکان ها شد. فارمر اشاره های زیادی به ادبیات و نویسندگان داستانی کرد. بیشتر نام های بیگانه ها در سیاره زهره با ترکیب حروف کلمات انگلیسی با غیرانگلیسی شکل گرفته اند. تصویر جلد اشاره‌ای به یک نقاشی چسب رنگ رنسانس ایتالیا توسط ساندرو بوتیچلی به نام زایش ونوس (بوتیچلی) دارد که تولد خداوندگار ونوس هنگام برخاستن از دریا را به تصویر می‌کشد. عبارت " نیم پوسته" معمولاً به روشی برای سرو صدف اشاره دارد. در ابتدا انتشارات دل حق نشر را داشت اما در سال ۲۰۱۳، انتشارات تایتان، زهره نیم‌پوسته را با جلد جدید به نام تولد ونوس تجدید چاپ کرد.   